# 文山街道
文山街道，是中华人民共和国江西省吉安市吉州区下辖的一个乡镇级行政单位。

## 行政区划
文山街道下辖以下地区：
仁山坪社区、九曲巷社区、民德巷社区、仓口社区、新村社区、平安里社区和西苑社区。